# Alex Jones
Alexander Emerick Jones, více známý jako Alex Jones (* 11. února 1974 Dallas) je americký prominentní krajně pravicový konspirační teoretik, internetový obchodník, konferenciér, moderátor rozhlasových talk show a filmař. Provozuje syndikovanou zpravodajsko-publicistickou talkshow The Alex Jones Show, vysílanou z Austinu ve státě Texas. Spravuje též webové stránky Infowars a PrisonPlanet, jež jsou považovány za dezinformační. 
Jones od roku 2012 šířil nepravdy o přestřelce na obecné škole Sandy Hook a způsobil psychické a materiální škody rodinám obětí. Po dlouhém soudním sporu pozůstalí obětí na Jonesovi vysoudili cca 1,5 miliardy dolarů a v červnu 2024 soud potvrdil nařízenou likvidaci Jonesových firem za účelem plnění.

## Životopis
Narodil se 11. února 1974 v Dallasu, vyrůstal v rodině zubaře na předměstí Rockwallu. V roce 1993 dokončil studium na Anderson High School v Austinu, po níž krátce navštěvoval vyšší odbornou školu. V té době jej osobně velmi zasáhla událost známá jako Obležení Waco, která se v blízkosti jeho bydliště stala na jaře 1993 a u které se odmítl spokojit s oficiální policejní verzí.
Jones má tři děti s bývalou manželkou Kelly Jonesovou. V roce 2017 se Jones znovu oženil s Erikou Wulff Jonesovou, s ní má další dítě.
10. března 2020 byl Jones v Texasu zatčen a obviněn z řízení pod vlivem alkoholu. Byl následně propuštěn na kauci.
24. prosince 2021 byla Erika Wulff Jonesová zatčena za domácí násilí.

### Kariéra
Jeho kariéra v radiu začala v polovině 90. let na programu s dotazy diváků. V roce 1996 začal moderovat pořad The Final Edition. O dva roky později začala i jeho kariéra filmaře/dokumentaristy, když vydal svůj první film America Destroyed By Design, jenž se primárně soustředil na ukázky expanze zahraničního kapitálu do Spojených států amerických a skupování a přesun vlastnictví u významných nemovitostí a památek do cizích rukou.
Již v roce 1999 se podle The Austin Chronicle dělil o vítězství v anketě o nejlepšího radiového moderátora s Shannonem Burkem, o několik týdnů později byl ale ze stanice KJFK-FM vyhozen, protože (podle manažera stanice) jím prezentované názory zásadně snižovaly potenciál prodeje reklamního prostoru. Jones na toto téma později řekl, že mu prý bylo v té době nařízeno, o čem smí mluvit a o čem nikoli.
Na začátku roku 2000 byl jedním ze sedmi republikánských kandidátů na volné křeslo v 48. texaském okrsku do texaské Sněmovny reprezentantů. Jones uvedl, ze kandiduje proto, aby mohl fungovat jako „strážce uvnitř“. Svou kandidaturu ale stáhl, když průzkum veřejného mínění ukázal, že má jen malou šanci na vítězství.
Během první dekády 21. století pokračoval v moderování rozhlasových pořadů, stejně jako v natáčení a produkci svých dokumentů. Společným jmenovatelem kontroverzních témat, která si pro ně vybírá (a proti kterým se vyhraňuje), jsou konspirační teorie:
- Nový světový řád
- transformace Spojených států amerických na tyranii policejního státu
- události teroristických útoků 11. září 2001
- terorismus, státní terorismus a operace pod falešnou vlajkou
- ponerologická analýza mocenské a politické elity
- pošlapání principů Ústavy a přechod na stanné právo pod FEMA

## Názory
Média o něm píší jako o pravicovém konzervativci a konspiračním teoretikovi. Novinářka Michelle Goldbergová o něm v The New Republic poznamenala, že Jones představuje „staré napětí amerického konzervatismu – izolacionisty, anti-Wall Street, paranoidní ohledně konspirací elity, která naposledy vzkvétala během vrcholné doby John Birch Society.“ Alex Jones se však vidí jako libertarián (a podle jeho vlastních slov jako paleokonzervativec a agresívní konstitucionalista), hájí národní suverenitu (např. před konceptem Severoamerické unie), a odmítá být označován jako pravicový.

## Kontroverze a konspirační teorie
15. července 2000 Jones a kameraman Mike Hanson pronikli do objektu Bohemian Grove, což je soukromý pozemek pánského klubu Bohemian Club se sídlem v San Francisku. Každoročně se zde v polovině července koná setkání, kterého se účastní i různé významné světové osobnosti. Jones a Hanson skrytou kamerou natočili tamní pravidelné představení Cremation of Care. Tento záznam byl jádrem Jonesova dokumentu Dark Secrets: Inside Bohemian Grove. Jones tvrdil, že představení je "starověký kanaánský, luciferijský, babylonský tajný náboženský obřad".
Novinář Jon Ronson ve čtyřdílném dokumentu stanice Channel 4 s názvem Secret Rulers of the World a knize Them: Adventures with Extremists o představení Cremation of Care napsal: "Můj přetrvávající dojem byl všeprostupující dojem infantility: imitátoři Elvise, pseudopohanské strašidelné rituály, spousta alkoholu. Tito lidé možná dosáhli vrcholu svých profesí, ale emočně se zdáli být uvězněni ve svých vysokoškolských letech."

#### Homosexualita jako následek vládou podávaných chemických zbraní
Jones opakovaně pronášel nenávistné komentáře vůči LGBT komunitě. V roce 2010 prohlásil, že "důvodem, proč je teď tolik gayů, je to, že jde o použití chemických zbraní, a já mám vládní dokumenty, kde se píše, že budou pomocí chemikálií podporovat homosexualitu, aby lidé neměli děti". Dále prohlásil, že vláda USA přidává chemikálie do vodárenských nádrží, aby se lidé stali homosexuály.

#### Útoky na středních školách
V letech 2012 až 2013 začal Alex Jones ve svých vystoupeních opakovaně napadat rodiče dětí zavražděných v Sandy Hook Elementary School, které obviňoval z toho, že si masakr za pomoci masových médií vymysleli a jsou to „placení herci“, což mělo za následek výhrůžky smrtí a další formy obtěžování rodin obětí masakru Jonesovými příznivci. Podobně Jones postupoval v případu střelby na střední škole v Parklandu na Floridě. Tato pomlouvačná kampaň vynesla Jonesovi v roce 2018 několik žalob a v roce 2021 byl odsouzen. V srpnu 2018 byla Jonesova videa a uživatelské účty pro porušení komunitních podmínek zablokovány ve službách společností Facebook, YouTube, Apple, Spotify a Twitter. Během soudního líčení v březnu 2019 Jones uvedl, že ho k nepravdivým výrokům o masakru vedl „téměř psychotický stav vyvolaný traumatem způsobenými soustavným lhaním ze strany vlády a korporací“. Dne 4. srpna 2022 dvanáctičlenná porota v Travis County rozhodla, že Jones musí zaplatit náhradu škody ve výši 4,1 milionu dolarů pozůstalým obětím masakru v Sandy Hook za materiální a psychologickou újmu, když dospěla k závěru, že Jones zpeněžil misinformace a lži. O den později rozhodla o vyplacení další částky 45,2 milionu dolarů jako odškodného s represivní funkcí. V říjnu 2022 soud rozhodl, že Jones musí rodinám vyplatit 965 miliónů dolarů.
V průběhu příprav na soudní líčení Jonesova obhajoba omylem poslala žalobě v jednom z e-mailů odkaz na stažení 2,3 GB dat obsahu Jonesova mobilního telefonu. V další e-mailové komunikaci se strana žaloby zeptala, zdali jim tento obhajoba opravdu chtěla poslat, na což Jonesovi obhájci odepsali, že nikoli a aby odkaz 'nebrali v potaz', což ovšem – v kontextu práva – nebyl dostatečný úkon k tomu, aby se strana žaloby k těmto datům nemohla dostat, a ta je tak legální cestou získala.

#### Pizzagate
V březnu 2017 se Alex Jones musel omluvit Jamesi Alefantisovi, majiteli pizzerie Comet Ping Pong, za šíření konspirační teorie známé jako Pizzagate (tvrzení, že v podniku Comet Ping Pong se odehrávaly satanistické rituály se zneužíváním dětí, z jejichž těl je vyráběn elixír mládí), čímž se vyhnul žalobě pro pomluvu a křivé obvinění.

#### Mlékárna Chobani
V dubnu 2017 podal výrobce jogurtů, společnost Chobani, žalobu na Jonese za jeho tvrzení, že továrna v Idahu zaměstnávající uprchlíky byla spojena se sexuálním napadením dětí v roce 2016 a také nárůstem případů tuberkulózy. Jones v květnu 2017 vydal omluvu a svá obvinění odvolal.

#### Útok automobilem v Charlottesville
V březnu 2018 podal Brennan Gilmore na Jonese žalobu. Gilmore sdílel video s incidentem, kdy automobil vjel mezi odpůrce protestů na shromáždění Unite the Right 2017. Jones tvrdil, že Gilmore jednal "pod falešnou vlajkou" v rámci údajného spiknutí vedeného nespokojenými vládními zaměstnanci, kteří připravovali převrat proti Trumpovi. Gilmore tvrdil, že od Jonesových diváků dostával výhrůžky smrtí.

### Role v útoku na budovu kongresu USA
6. ledna 2021 byl Jones jedním z řečníků na demonstraci na podporu bývalého prezidenta Donalda Trumpa v Lafayette Square ve Washingtonu, která předcházela útoku na Kapitol Spojených států amerických 2021. V lednu 2022 vystoupil před vyšetřovacím výborem amerického Kongresu vyšetřujícím pozadí události z 6. ledna 2021. Před výborem odmítl vypovídat, nicméně odsoudil násilí ke kterému v ten den došlo.

## Online obchod
Článek pro německý časopis Der Spiegel z roku 2017 uvádí, že dvě třetiny Jonesových financí pocházejí z prodeje úspěšné řady jeho vlastních výrobků. Tyto produkty jsou uváděny na trh prostřednictvím internetových stránek InfoWars a prostřednictvím reklamních spotů v Jonesově pořadu. Patří mezi ně doplňky stravy, zubní pasta, neprůstřelné vesty a "pilulky na mozek". Od září 2015 do konce roku 2018 obchod dosáhl tržeb 165 milionů dolarů.
V srpnu 2017 informovala kalifornská lékařská společnost Labdoor, Inc o testech šesti Jonesových doplňků stravy. Mezi ně patřil výrobek nazvaný Survival Shield, který podle zjištění společnosti Labdoor obsahoval pouze jód, a výrobek nazvaný Oxy-Powder, který obsahoval sloučeninu oxidu hořečnatého a kyseliny citronové - běžné složky v doplňcích stravy. Labdoor zpochybnil marketingová tvrzení společnosti Infowars a tvrdil, že množství složek v některých výrobcích by bylo "příliš nízké na to, aby mělo nějaké účinky".
Moderátor John Oliver v pořadu Last Week Tonight z roku 2017 uvedl, že Jones věnuje "téměř čtvrtinu" vysílacího času propagaci prodávaných produktů. Mnohé z nich mají být řešením lékařských a ekonomických problémů, které Jones v těchto pořadech prezentuje jako následky konspiračních teorií.
Jones v tomto jednání pokračoval i během pandemie covidu-19. Některé výrobky, které prodává, včetně zubní pasty s koloidním stříbrem, vydával za účinnou léčbu covidu-19.
Výzkum zadaný Center for Environmental Health (CEH) zjistil, že dva výrobky prodávané Jonesem obsahují potenciálně nebezpečné množství olova.

## Filmografie
| Rok  | Původní název                                                             | Poznámky          |
| ---- | ------------------------------------------------------------------------- | ----------------- |
| 1998 | America: Destroyed by Design                                              |                   |
| 1999 | Police State 2000                                                         |                   |
| 2000 | America Wake Up or Waco                                                   |                   |
| 2000 | The Best of Alex Jones                                                    |                   |
| 2000 | Dark Secrets Inside Bohemian Grove                                        |                   |
| 2000 | Police State II: The Takeover                                             |                   |
| 2001 | Comprehensive Annual Financial Reports: Exposed                           |                   |
| 2002 | 911: The Road to Tyranny                                                  |                   |
| 2002 | The Masters of Terror: Exposed                                            |                   |
| 2003 | Matrix of Evil                                                            |                   |
| 2003 | Police State 3: Total Enslavement                                         |                   |
| 2004 | American Dictators: Documenting the Staged Election of 2004               | Výkonný producent |
| 2005 | Martial Law 9-11: Rise of the Police State                                |                   |
| 2005 | The Order of Death                                                        |                   |
| 2006 | TerrorStorm: A History of Government-Sponsored Terrorism                  |                   |
| 2007 | Endgame: Blueprint for Global Enslavement                                 |                   |
| 2007 | Endgame 1.5                                                               |                   |
| 2007 | TerrorStorm: A History of Government-Sponsored Terrorism - Second Edition |                   |
| 2007 | Loose Change: Final Cut by Dylan Avery                                    | Výkonný producent |
| 2008 | The 9/11 Chronicles: Part 1, Truth Rising                                 |                   |
| 2008 | Fabled Enemies by Jason Bermas                                            | Producent         |
| 2009 | DVD Arsenal: The Alex Jones Show Vols. 1—3                                |                   |
| 2009 | The Obama Deception: The Mask Comes Off                                   |                   |
| 2009 | Fall of the Republic: Vol. 1, The Presidency of Barack H. Obama           |                   |
| 2009 | Reflections and Warnings: An Interview with Aaron Russo                   |                   |
| 2010 | Police State IV: The Rise Of FEMA                                         |                   |
| 2010 | Invisible Empire: A New World Order Defined by Jason Bermas               | Producent         |

Kromě toho si ve dvou filmech zahrál menší roli.